# Ризеспор
«Ризеспор» (тур. Çaykur Rizespor) — турецкий профессиональный футбольный клуб из города Ризе, по итогам сезона 2022/23 вернувшийся в Суперлигу. Основан в 1953 году. Домашние матчи проводит на стадионе Yeni Rize Şehir Stadium, вмещающем более 15 тысяч зрителей.
С 1990 года команду спонсирует турецкая чайная компания Çaykur, что отражено в текущем названии клуба и изображении чайного листа на его логотипе.

## История
Клуб был основан 19 мая 1953 года группой из нескольких человек, ключевыми из которых были Якуп Темизель, Атиф Тавилоглу, Исмет Билсел, Яшар Тюмбекчиоглу и Мухаррем Кюркчу, в год 34-й годовщины начала войны за независимость Турции с целью развивать физические и культурные таланты молодёжи, а также внести свой вклад в развитие родного города. В связи с цитрусовыми плантациями и чайными садами Ризе клубными цветами были выбраны жёлтый и зелёный, растительная символика и поныне используется на клубном логотипе. Один из основателей, Яшар Домлекчиоглу (Yaşar Dömlekçioğlu), был избран первым президентом клуба.
В 1968 году «Ризеспор» сформировал профессиональную клубную структуру и начал выступление в третьем дивизионе. В сезоне 1978/79 годах «Ризеспор» выиграл титул Первой лиги и впервые в своей истории получил право играть в Суперлиге.
В сезоне 2022/2023 «Ризеспор» занял второе место в розыгрыше Первой лиги и вернулся в Суперлигу спустя один год

## Участие в лигах по годам
На 2022 год «Ризеспор» провёл в Суперлиге 21 сезон, первым из которых стал розыгрыш сезона 1979/80, с тех пор клуб выступает с переменным успехом — то понижаясь в классе, то снова возвращаясь в высшую лигу. Наивысшим достижением клуба является 5-е место в чемпионате 1979/80.
- Суперлига

1979—1981, 1985—1989, 2000—2002, 2003—2008, 2013—2017, 2018—2022, 2023—н. в.
- Первая лига

1974—1979, 1981—1985, 1989—1993, 1994—2000, 2002—2003, 2008—2013, 2017—2018, 2022—2023
- Третья лига[англ.]

1968—1974, 1993—1994

### Достижения
- Третья лига[англ.]
  - Победитель: 1993/94
- Первая лига
  - Победитель (3): 1978/79 («Белая» группа), 1984/85 (Группа «А»), 2017/18

## Выступления в еврокубках
| Сезон | Турнир          | Раунд |                         | Клуб   | Счёт     |
| ----- | --------------- | ----- | ----------------------- | ------ | -------- |
| 2001  | Кубок Интертото | 2R    | Флаг Северной Македонии | Победа | 1:2, 0:2 |

- 2R — второй раунд.

## Текущий состав
| №  |                   | Поз. | Имя                                   | Год рождения |
| -- | ----------------- | ---- | ------------------------------------- | ------------ |
| 1  | Флаг Турции       | Вр   | Тарик Четин                           | 1997         |
| 3  | Флаг Швеции       | Защ  | Себастьян Хольмен                     | 1992         |
| 4  | Флаг Турции       | ПЗ   | Алпер Потук                           | 1991         |
| 5  | Флаг Турции       | Защ  | Селим Ай                              | 1991         |
| 6  | Флаг Австрии      | ПЗ   | Ясин Пехливан                         | 1989         |
| 7  | Флаг Франции      | Нап  | Лоик Реми                             | 1987         |
| 8  | Флаг Хорватии     | ПЗ   | Дамьян Джокович                       | 1990         |
| 9  | Флаг США          | Нап  | Тайлер Бойд (в аренде из «Бешикташа») | 1994         |
| 10 | Флаг Бразилии     | ПЗ   | Фернандо Болдрин                      | 1989         |
| 11 | Флаг Бразилии     | ПЗ   | Роналдо Мендес                        | 1992         |
| 13 | Флаг Турции       | Нап  | Кубилай Канатсизкуш                   | 1997         |
| 14 | Флаг Буркина-Фасо | ПЗ   | Бриан Дабо                            | 1992         |
| 21 | Флаг Турции       | Защ  | Бахадыр Озтюрк                        | 1995         |

| №  |               | Поз. | Имя                                                 | Год рождения |
| -- | ------------- | ---- | --------------------------------------------------- | ------------ |
| 22 | Флаг Турции   | Защ  | Керем Калафат (в аренде из «Бешикташа»)             | 2001         |
| 24 | Флаг Турции   | Нап  | Дениз Хюммет                                        | 1996         |
| 27 | Флаг Бразилии | ПЗ   | Фабрисио Байяно                                     | 1992         |
| 30 | Флаг Турции   | Вр   | Зафер Гёрген                                        | 2000         |
| 33 | Флаг Турции   | Защ  | Сейфеттин Анил Яшар                                 | 2002         |
| 35 | Флаг Турции   | Защ  | Алберк Коч                                          | 1997         |
| 50 | Флаг Нигерии  | Нап  | Амину Умар                                          | 1995         |
| 52 | Флаг Словакии | ПЗ   | Эрик Сабо                                           | 1991         |
| 53 | Флаг ДР Конго | Нап  | Янник Боласи                                        | 1989         |
| 77 | Флаг Турции   | Защ  | Гёкхан Гёнюл (капитан)                              | 1985         |
| 88 | Флаг Турции   | Защ  | Джемали Сертель (в аренде из «Истанбул Башакшехир») | 2000         |
| 99 | Флаг Турции   | Нап  | Эрен Карадаг                                        | 2000         |
|    | Флаг Турции   | Защ  | Эмир Хан Топчу                                      | 2000         |

## Известные тренеры
- Сафет Сушич
- Мустафа Денизли